# Микалюнас, Эвалдас
Эвалдас Микалюнас (лит. Evaldas Mikaliūnas; 22 августа 1960, Каунас — 19 апреля 2009, Вильнюс) —  советский ребёнок-киноактёр, литовский актёр театра.
Дебютировал в кино в 1966 году, исполнив заглавную роль в фильме Арунаса Жебрюнаса «Маленький принц». Будучи литовцем, в основном участвовал в производстве фильмов РСФСР и большинство его фильмов были русскоязычными уже на стадии съёмки. Последнюю детскую роль сыграл в 1974 году, после чего на какое-то время ушёл из кино. В 1982 году окончил актёрское отделение Литовской государственной консерватории по специальности актёр драмы (мастерская Римаса Туминаса и Хенрикаса Ванцявичюса) и в тот же год был принят в труппу Литовского национального театра драмы, но через два года ушёл оттуда и перешёл в вильнюсский театр кукол «Леле», где и прослужил до смерти.
Скончался внезапно, из-за проблем с сердцем. Похоронен в Вильнюсе, на Карвелишском кладбище.

## Фильмография
- 1966 — «Маленький принц» — мальчик
- 1968 — «Полчаса на чудеса» — Федя
- 1970 — «Тайна железной двери» — Толик
- 1973 — «Был настоящим трубачом» — Котя Мгебров-Чекан
- 1974 — «Засекреченный город» — Александр